# Falklandia rumbolli
Genre
Espèce
Synonymes
- Orsolobus rumbolli Schiapelli & Gerschman, 1974

Falklandia rumbolli, unique représentant du genre Falklandia, est une espèce d'araignées aranéomorphes de la famille des Orsolobidae.

## Distribution
Cette espèce est endémique des îles Malouines. Elle se rencontre sur les îles Grande Malouine, Malouine orientale, Kidney et Beauchêne.

## Description
Le mâle décrit par Forster et Platnick en 1985 mesure 4,62 mm et la femelle mesure 6,12 mm.

## Étymologie
Ce genre est nommé en l'honneur de Mauricio A. E. Rumboll.

## Publications originales
- Schiapelli & Gerschman, 1974 : Arañas de las islas Malvinas. Revista del Museo Argentino de Ciencias Naturales, Entomología, vol. 4, no 3, p. 79-93.
- Forster & Platnick, 1985 : A review of the austral spider family Orsolobidae (Arachnida, Araneae), with notes on the superfamily Dysderoidea. Bulletin of the American Museum of Natural History, no 181, p. 1-229 (texte intégral).